# Consistórios de Gregório XV
Papa Gregório XV (r. 1621–1623) criou onze cardeais em quatro consistórios:

## 15 de fevereiro de 1621
1. Ludovico Ludovisi † 18 de novembro de 1632

## 19 de abril de 1621
Todos os novos cardeais receberam as igrejas titulares em 17 de maio de 1621.
1. Antonio Caetani † 17 de março de 1624
2. Francesco Sacrati † 6 de setembro de 1623
3. Francesco Boncompagni † 9 de dezembro de 1641
4. Ippolito Aldobrandini, Jr. † 19 Julho de 1638

## 21 de julho de 1621
Ambos os cardeais receberam as igrejas titulares em 30 de agosto de 1621.
1. Lucio Sanseverino  † 25 de dezembro de 1623
2. Marcantonio Gozzadini † 1 de setembro de 1623

## 5 de setembro de 1622
1. Cosimo de Torres † 1º de maio 1642
2. Armand-Jean du Plessis de Richelieu † 4 de dezembro de 1642
3. Ottavio Ridolfi † 6 de julho de 1624
4. Alfonso de la Cueva-Benavides e Mendoza-Carrillo † 10 de agosto de 1655